# Power Ring
Power Ring è un supercriminale della DC Comics - controparte delle Lanterne Verdi Hal Jordan, Kyle Rayner e John Stewart. Originario di Terra 3, che fu successivamente distrutta nella storia di Crisi sulle Terre infinite, Power Ring insieme agli altri Sindacalisti finì per essere ricreato nella Terra dell'universo anti-materiale.

## Biografia del personaggio

### Sindacato del Crimine d'America
Si sa poco della storia di Power Ring. Quel che si sa a proposito è che ricevette il suo anello mistico e la batteria da un misticista di nome Volthoom. Con quest'arma eguagliò il potere di Lanterna Verde.
Power Ring fu un membro del Sindacato del crimine d'America, versione della Justice League of America di Terra 3. Il Sindacato incluse Johnny Quick, un super velocista con un costume somigliante a quello di Flash, Owlman, un criminale altamente intelligente somigliante a Batman, Superwoman, con il suo lazzo magico e la forza da amazzone, e Ultraman, con poteri simili a quelli di Superman.
Quando arrivarono sulla terra 1 per la prima volta, tentarono di distruggere la JLA e più tardi la Justice Society of America di Terra 2. Il Sindacato fu sconfitto e imprigionato in un limbo inter dimensionale dalla Lanterna Verde Hal Jordan.
Vi rimase per anni finché un trasponder dimensionale sperimentale utilizzato dalla Società segreta dei supercriminali perturbò la stabilità della prigione del Sindacato del Crimine. Power Ring, Johnny Quick e Superwoman ne approfittarono per scappare. Il Sindacato pensando che la Società Segreta fosse composta di supereroi li sconfisse. In un secondo confronto, la Società rubò il lazo di Superwoman, l'anello di Power Ring e il casco di Johnny Quick. Questi oggetti del potere furono utilizzati dal Mago per fare loro un incantesimo.
Il Sindacato del Crimine batté Capitan Comet, credendo che facesse parte della Società Segreta. Concentrando la sua volontà attraverso la sua batteria del potere, Power Ring riuscì a utilizzarla come un'arma, così come utilizzava l'anello. Sconosciuto ai criminali, la batteria del potere di Power Ring cominciò a prendere energia, a causa del lungo confinamento e disuso nel limbo.
Vittime lasciate sulla sua scia furono colte dalla nausea, grande dolore ed eventuale perdita di coscienza. Le forme inerti quindi brillarono di verde prima di mutare in orribili creature furiose. Capitan Comet scoprì la fonte della trasformazione, e dopo aver catturato il Sindacato, utilizzò la batteria del potere per curare le vittime e far ritornare il Sindacato del Crimine alla sua vecchia prigione interdimensionale. Dopodiché, distrusse la batteria.
Anni dopo, Ultraman tentò di fuggire, prima di essere rimandato indietro da Superman. Alcune settimane dopo, il Sindacato ebbe un altro assaggio di libertà. Viaggiando nel tempo, per Degaton, inciampò nella prigione interdimensionale. Offrì al Sindacato del Crimine una via di fuga se lo avessero aiutato a rubare i Missili Balistici Intercontinentali Cubani nel 1962. Dopo che riuscirono nell'impresa, Degaton li utilizzò per un po'. Quando il Sindacato tentò di liberarsi di Degaton, questi li scagliò nel futuro.
I Sindaci si rimaterializzarono nella teleporta del Satellite della Justice League of America. Qui riuscirono a sopraffare gli eroi sorpresi che stavano aspettando l'incontro annuale con la JSA. La JSA fu imprigionata nel limbo interdimensionale del Sindacato e riuscì a liberarsi grazie ai poteri combinati di Starman e del Dottor Fate.
Power Ring ritornò con il Sindacato per assisterli nel piano di Per Degaton di conquista del mondo. Sebbene si fossero incrociati due volte con Degaton, lo aiutarono finché non giunse il momento di agire. I criminali ancora una volta si scontrarono con la JLA, la JSA e anche i membri della All-Star Squadron del 1942. Quando i criminali furono di nuovo sconfitti, il fallimento del piano di Deagton spazzò via gli eventi dall'esistenza.

### Crisi sulle Terre infinite
I membri del Sindacato del Crimine furono creduti uccisi durante la cosiddetta Crisi sulle Terre infinite. Power Ring e il Sindacato del Crimine furono distrutti da un'onda di anti-materia, scatenata dall'Anti-Monitor nel tentativo di controllare l'esistenza.

### Crisi2
Anni dopo, una strana spaccatura della realtà portarono indietro tutti i Sindacalisti e tutte le altre variazioni della Justice League. Sebbene Power Ring e Ultraman furono portati indietro dalla morte, scoprirono che esistevano forze al di là della loro capacità di intellettiva dietro il loro breve ritorno. Power Ring desiderò che la sua vita tornasse quella di prima, e con quel pensiero, scomparì. Gli altri finirono all'interno della Maschera di Medusa dello Psico Pirata e non furono più visti.

### Sindacato del crimine d'Amerika
Infine, il Sindacato del crimine fu ri-immaginato come parte dell'universo anti-materiale. Questo Power Ring, con poca volontà e codardo, fu ingannato nell accettare l'anello, dal suo predecessore. Dopo aver invaso gli altri universi, Power Ring fu fermato da Aquaman.

### Il Sindacato regna
Sulla Terra anti-materiale, non molto si sa a proposito del primo Power Ring, eccetto il suo cognome, Harrolds (corrispondente di Harold "Hal" Jordan). Su questa Terra, l'anello del potere è alimentato da un'entità di nome Volthoom. Un secondo Power Ring (corrispondente di Kyle Rayner), un uomo biondo il cui nome è sconosciuto, ebbe l'anello dalle mani di Harrolds e si unì al Sindacato del Crimine, tuttavia, quando l'universo anti-materiale fu ricostruito dopo che Krona spazzò via quel piano dell'esistenza, certi elementi della storia dell'universo anti-materiale furono cambiati, così il secondo Power Ring, adesso, era un uomo di colore di cui non si conosce il nome (corrispondente di John Stewart). Anche lui confermò di essere stato ingannato nell'accettare l'anello da parte di Harrolds, e che la maledizione di Volthoom era ancora dentro l'oggetto.

### Società del Crimine d'America
In 52 Settimana 52, una versione alternativa di Terra 3 fu mostrata come parte del multiverso. Nella descrizione c'erano versioni alternative dei personaggi dell'originale Justice League of America, incluso Lanterna Verde. I nomi dei personaggi e della squadra non furono menzionati nei due pannelli in cui comparvero, ma la Lanterna Verde che fu mostrata somigliava molto a Power Ring.
Basato su un commento di Grant Morrison, questo universo alternativo non corrisponde alla Terra 3 pre-Crisi, facendone i personaggi non correlati alle versioni precedenti. In Countdown n. 31 fu comnfermato che il nome del personaggio simile a Lanterna Verde era Power Ring, membro della Società del Crimine, insieme a Ultraman, Superwoman e Owlman.

## Poteri e abilità
Tutti i Power Ring posseggono un anello magico che può generare una varietà di effetti e di costrutti d'energia, sostenuti puramente dalla forza di volontà di chi li indossa. Più è grande la forza di volontà del portatore, più l'anello è efficace. Ci si riferisce all'anello, il più delle volte, come "l'arma più potente dell'intero universo" ed è importante notare che le limitazioni dei suoi poteri non sono mai state definite chiaramente. Con la volontà sufficiente, il portatore può avere un potere quasi onnipotente.
Gli anelli del potere consentono a chi li indossa di volare e proteggersi con un campo di forza che permette di volare anche nello spazio. Possono anche generare laser e costrutti solidi che si muovono con l'immaginazione, permettendo all'utilizzatore di creare gabbie, piattaforme di trasporto, muri, e arieti da sfondamento. Gli anelli possono essere utilizzati per rilevare segni d'energia o particolari oggetti. Possono essere utilizzati anche come traduttori universali. Gli anelli possono manipolare le particelle sub atomiche e dividere gli atomi, ma questi sono poteri rarissimamente utilizzati dai vari Power Ring. Non si sa se questi anelli posseggono qualche debolezza verso il legno, come l'anello di Alan Scott, o contro ogni altra sostanza o attacco.
L'anello di Power Ring contiene un'entità di nome Volthoom al suo interno, che parla al portatore e lo consiglia nelle varie azioni. Volthoom è presumibilmente il monaco pazzo che offrì l'anello al primo Power Ring, che uccise Volthoom e gli rubò l'anello.
In più, l'efficacia dell'anello può essere influenzata dalla potenza della determinazione e della volontà del portatore. L'anello mette da parte una porzione del suo potere per generare un campodi protezione che "protegge il portatore dalle ferite mortali". In emergenza estrema, questa energia poteva essere messa da parte per la suddetta protezione, finché questo non si esauriva.